# Égypte II : La Prophétie d'Héliopolis
Égypte II : La Prophétie d'Héliopolis est un jeu vidéo d'aventure développé et édité par le studio français Cryo Interactive en 2000, en coproduction avec la Réunion des musées nationaux. C'est le deuxième jeu de la série Égypte après Égypte : 1156 av. J.-C. - L'Énigme de la tombe royale, dont il reprend le thème et le principe, c'est-à-dire un jeu d'aventure historique à dimension éducative dans l'Égypte antique. Égypte II se déroule cependant à une époque différente et développe une intrigue autonome avec des personnages différents.

## Trame
Le jeu se déroule en Égypte ancienne en 1350 av. J.-C., dans la ville d'Héliopolis, qui est alors l'une des villes égyptiennes les plus importantes. Le joueur incarne Tifet, une jeune prêtresse de Sekhmet qui étudie la médecine. Tifet se trouve confrontée à une terrible épidémie qui s'étend rapidement et décime les habitants d'Héliopolis. Bientôt, son propre père adoptif est contaminé. Tifet doit découvrir au plus vite un moyen de combattre le fléau. Au cours de ses recherches, elle dévoile peu à peu un infâme complot.

## Principe du jeu
Égypte II est un jeu d'aventure sur le mode du pointer-et-cliquer. Le joueur évolue dans un environnement en 3D pré-calculé qu'il parcourt en vue subjective par les yeux de Tifet, et où il peut regarder autour de lui à 360° en déplaçant le curseur de la souris. Tifet peut se déplacer, manipuler des objets, résoudre des puzzles et discuter avec les habitants d'Héliopolis. Les objets que Tifet transporte sur elle sont stockés dans un inventaire. En plus du jeu proprement dit, le programme donne au joueur la possibilité de visiter la ville reconstituée en 3D, ou de consulter une documentation historique.

## Développement

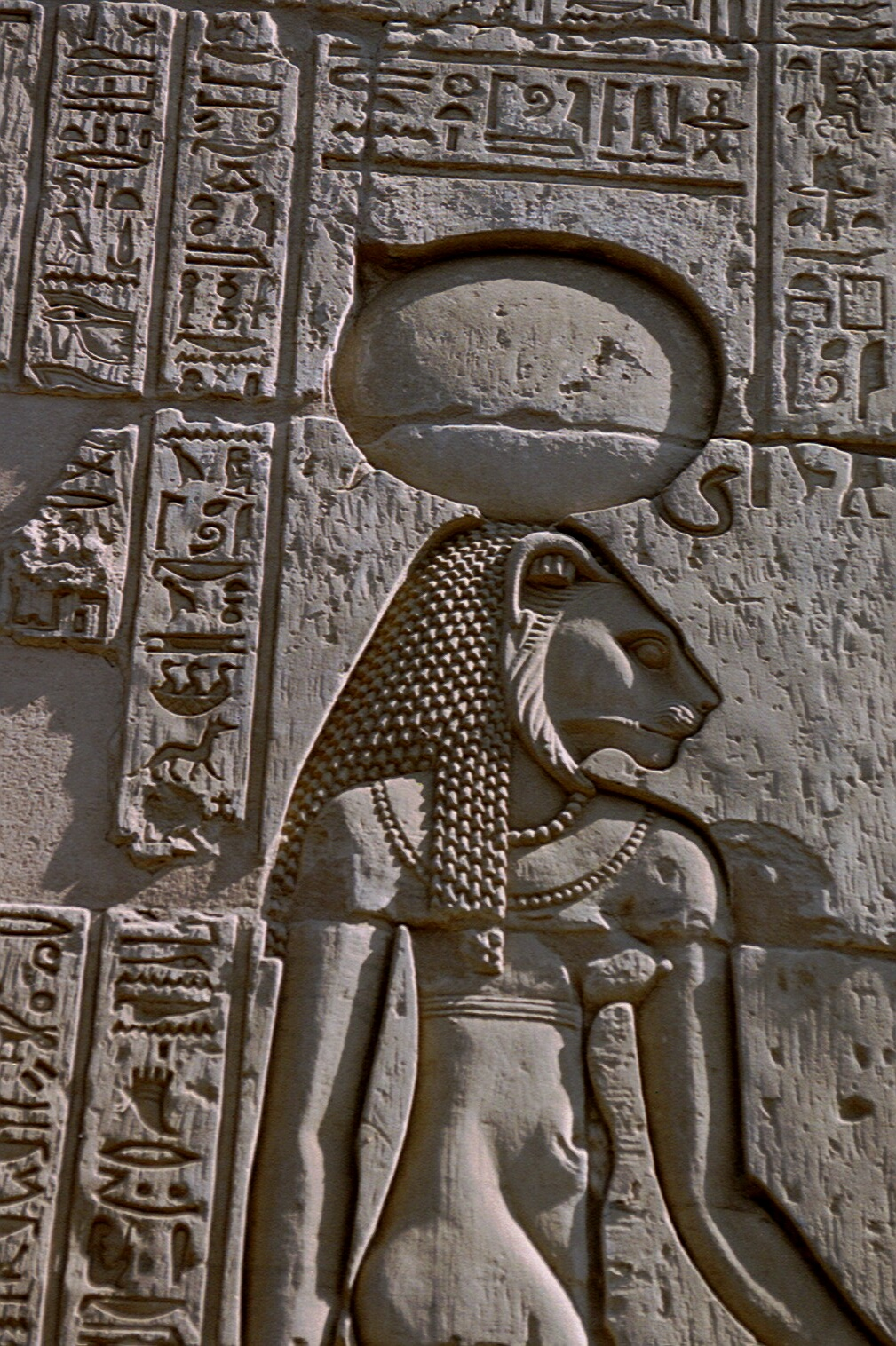
Bas-relief du Temple de Kôm Ombo représentant Sekhmet, déesse des médecins et patronne de Tifet, l'héroïne du jeu.

### Équipe
Seuls les postes principaux sont indiqués ici.
- Développement et production exécutive : Cryo Interactive
- Producteurs : Jean-Martial Lefranc, Philippe Ulrich
- Direction : Yann Masson, Franck Letiec, Grégory Joseph, Yann Troadec
- Chef de projet (Project management) : Yann Troadec
- Conception, scénario et dialogues : Yann Masson
- Direction scientifique : Isabelle Franco, Jean‑Claude Golvin
- Chef de production (Production management) : Eric Mallet
- Directeur du Historical Adventures Studio : Romane Sarfati
- En coproduction avec la Réunion des musées nationaux
- Directrice des programmes multimédia : Laurence Herszberg
- Programmeur en chef : Grégory Joseph
- Programmeur : Jérôme Schapman
- Programmeur version PlayStation : Loïc Grosman[réf. souhaitée]
- Direction artistique : Franck Letiec
- Design : Filipe Silva, Aleksi Briclot
- Musique originale : Farid Russlan
- Iconographie et recherches documentaires : Geraldine Mouly
- Crédits photographiques : Réunion des musées nationaux, Musée du Louvre, Sophie Revault, Jean-Claude Golvin, Éditions France

## Accueil
Le jeu reçoit un accueil moyen, avec des critiques allant du mitigé au très bon. Le site agrégateur de critiques MobyGames attribue au jeu une moyenne de 60 sur 100 fondée sur treize critiques. 
La critique anglophone du jeu la plus positive est celle de Tom Houston sur le site de critiques de jeux d'aventure Just Adventure. Houston juge qu’Égypte II est le meilleur des cinq jeux historiques éducatifs coproduits jusque-là par Cryo Interactive et la Réunion des musées nationaux (les quatre premiers étaient Versailles, Égypte, Chine et Pompéi) et que le jeu repousse encore les limites du genre. Il juge le scénario et les animations excellents, les énigmes « amusantes, logiques et en général faciles », la musique appropriée à l'action sans être envahissante. Houston mentionne cependant la linéarité du jeu, en indiquant qu'il ne s'en formalise pas pour un jeu d'aventure. Il souligne également l'excellente qualité du doublage anglais, notamment par rapport à d'autres jeux Cryo. La critique du site anglophone Gameguru est également très positive et souligne elle aussi l'excellence tant des graphismes que de la musique et du doublage anglais ; elle juge cependant le jeu trop court.
Dans une critique du jeu sur le site Gamekult en septembre 2000, Caleb attribue au jeu la note de 5 sur 10. Il apprécie le thème du jeu, le fait qu'il approfondit encore une recette qui fonctionnait déjà bien dans le premier titre en améliorant à la fois le scénario et les graphismes, et la qualité impeccable de la réalisation, notamment les scènes cinématiques et la musique. Il reproche en revanche au jeu sa grande linéarité et son manque d'innovations réelles par rapport à ce qui existe déjà dans le genre, ainsi que le moteur graphique Omni-3D vieillissant qui confère un rendu trop pixelisé aux décors pré-calculés ; il estime enfin que le mariage entre la dimension ludique et l'aspect éducatif du jeu aurait pu être mieux approfondi. 
Dans sa critique sur Jeuxvideo.fr, Julien Michel attribue au jeu la note de 10 sur 20. Il souligne la qualité du scénario et l'enchaînement logique des énigmes, plus réussis que dans le premier volet, mais leur reproche une trop grande facilité par endroits, ainsi que la linéarité de l'ensemble et le caractère très limité des interactions possibles avec l'environnement, ces différents défauts conférant au jeu une trop courte durée de vie. Il insiste également sur l'aspect dépassé de l'environnement graphique, pixelisé et grossier, par rapport aux animations de grande qualité qui ponctuent le jeu ; il juge également la musique un peu en retrait par rapport à celle du premier volet, quoique toujours de qualité. L'aspect éducatif lui semble en revanche réussi.

## Histoire éditoriale
Cryo Interactive fait faillite en 2002. En octobre 2008, les droits sur le jeu Égypte II sont rachetés par Microïds en même temps que tous les titres de l'ancien catalogue Cryo.